# Marcel Bigeard
Marcel Bigeard, (Toul, 14 de febrero de 1916 - 18 de junio de 2010) fue un militar, político y escritor francés. Secretario de Estado para la Defensa (1975-1976) y diputado (1978-1988) por el departamento de Meurthe y Mosela, es de uno de los militares más condecorados de Francia, pero también controvertido, por su influencia en la aplicación de controvertidas tácticas de guerra "no convencional" e incluso tortura, aplicadas por el Ejército Francés durante la Guerra de Argelia. Inició su carrera militar en 1936 como soldado raso (segunda clase), habiendo alcanzado a su retiro en 1976, el grado de General de Cuerpo de Ejército. Combatió en la Segunda Guerra Mundial, en Indochina y Argelia. Fue uno de los comandante de la batalla de Dien Bien Phu. Tras su retiro de la vida pública, ha publicado numerosas obras sobre su carrera militar.

## Obras
- Le manuel de l'officier de renseignement
- Contre guérilla, 1957
- Aucune bête au monde ..., Pensée Moderne, 1959
- Piste sans fin, Pensée Moderne, 1963
- Pour une parcelle de gloire, Plon, 1975
- Ma Guerre d'Indochine, Hachette, 1994
- Ma Guerre d'Algérie, Editions du Rocher, 1995
- De la brousse à la jungle, Hachette-Carrère, 1994
- France, réveille-toi !, Editions n°1, 1997
- Lettres d'Indochine, Editions n°1, 1998-1999 (2 tomes)
- Le siècle des héros, Editions n°1, 2000
- Crier ma vérité, Editions du Rocher, 2002
- Paroles d'Indochine, Editions du Rocher, 2004
- J'ai mal à la France, Edition du Polygone, 2006
- Adieu ma France, Editions du Rocher, 2006